# Steinkreis von Ramsdale
Der bronzezeitliche Steinkreis von Ramsdale liegt im Fylingdales Moor, westlich von Ramsdale, etwa drei Kilometer südwestlich von Robin Hood’s Bay, bei Whitby in North Yorkshire in England. Die drei verbliebenen Steine stehen östlich eines Rundhügels, an einem sanften Südosthang, dem sie den Namen „Standing Stones Rigg“ gaben. Etwa 100 Meter entfernt fällt das Land steil in das vom Ramsdale Beck gebildete Tal ab.
Erhalten ist, ist ein gleichschenkliges Dreieck aus drei Felsblöcken. Der nördliche Stein im liegt außerhalb der Kreisebene. Er ist 1,48 m breit und 0,62 m dick und wäre stehend etwa 2,07 Meter hoch, während die beiden anderen, jeweils 5,5 Meter entfernt, im Westen und Osten eine Höhe um 1,4 Metern haben. Der westliche Stein ist 0,94 m breit und 0,38 m dick. Der gedrungene im Osten ist 1,08 m breit und 0,44 m dick. Alle drei weisen Abwitterungen auf. Die Steine sind seit 1934 ein Scheduled Monument. 
Es ist nicht überliefert, ob hier je mehr als drei Steine vorhanden waren, aber vermutlich fehlt mindestens ein Stein für einen Vier-Pfosten-Steinkreis (auch Himmelssteinkreis) oder mehrere, für einen echten Steinkreis. Es sind keine Ausgrabungen gemacht worden, daher ist über die drei Steine wenig bekannt. Alternativ könnten die Steine Reste einer Randsteinkette um einen verschwundenen Grabhügel sein.